# Hälsingar (1933)
Hälsingar är en svensk dramafilm från 1933, efter Henning Ohlsons pjäs med samma namn. Filmen spelades delvis in på Höga-gården i Ljusdal.

## Handling
Filmen handlar om livet bland några hälsingar. Bland annat handlar det om en opassande graviditet och förfalskade namnteckningar.

## Rollista i urval
- Hilda Castegren – Mor Övergård
- Inga Tidblad – Birgit
- Sven Bergvall – Olof Övergård
- Sten Lindgren – Jonas Övergård
- Frank Sundström – Gudmund
- Karin Ekelund – Lisa-Lena
- Henning Ohlsson – Per-Erik
- Edit Ernholm – Brita
- Kaj Aspegrén – Maja-Stina
- Hälsingepojkarna – Spelmän
- Jon-Erik Hall – Spelman
- John Elfström – Dräng